# Hyophila papillinervis
Hyophila papillinervis là một loài rêu trong họ Pottiaceae. Loài này được (Lorentz) A. Jaeger mô tả khoa học đầu tiên năm 1873.